# Minton’s Playhouse

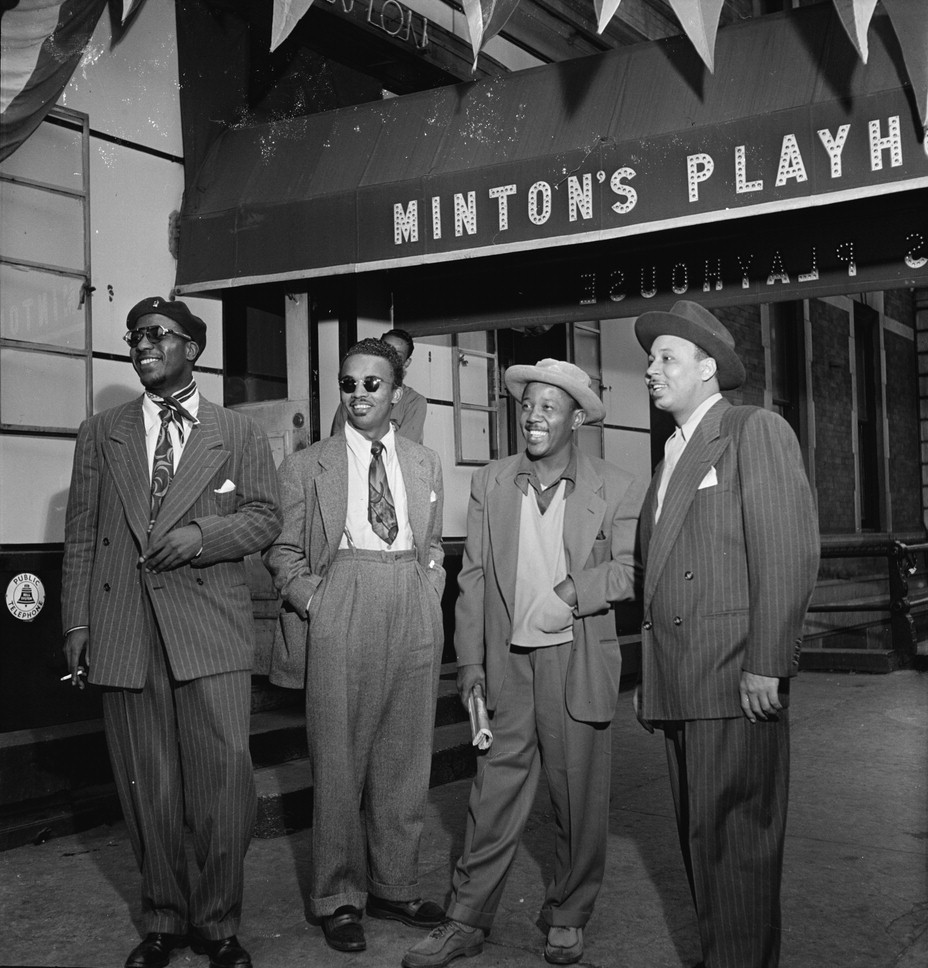
(Von links:) Thelonious Monk, Howard McGhee, Roy Eldridge und Teddy Hill vor dem Minton’s Playhouse, New York, ca. September 1947.
Fotografie von William P. Gottlieb.

Minton’s Playhouse ist ein Jazzclub (mit Bar) im ersten Stock des Hotels Cecil in der 210. West 118. Straße in Harlem, New York. Der Club wurde 1938 vom Tenorsaxophonisten Henry Minton eröffnet und ist vor allem bekannt wegen seiner Jamsessions Anfang der 1940er Jahre, die eine wichtige Rolle bei der Entstehung des Bebop spielten und an denen Musiker wie Thelonious Monk, Kenny Clarke, Charlie Christian und Dizzy Gillespie teilnahmen.
Minton hatte schon Anfang der 1930er Jahre den Rhythm Club in Harlem, in dem Musiker wie Louis Armstrong, Fats Waller und Earl Hines auftraten, und war eine wichtige Person in der Musikergewerkschaft, was die Veranstaltung von Jam-Sessions erst ermöglichte. 1940 stellte er den Bandleader Teddy Hill als Manager ein, der seine Verbindungen zum Savoy Ballroom (dort spielte Hills Bigband) und Apollo Theater einbrachte und eine Hausband mit Monk am Klavier, Clarke am Schlagzeug, dem Trompeter Joe Guy und dem Bassisten Nick Fenton (und später mit dem Tenorsaxophonisten Kermit Scott) zusammenstellte. Häufige Gäste waren Dizzy Gillespie oder Jimmy Blanton aus der Band von Duke Ellington. Charlie Christian, Gitarrist in Benny Goodmans Band, spielte 1941 zwar nur kurze Zeit dort, übte aber großen Einfluss aus. Hill wollte mit den Sessions ebenso wie Minton Musikern über Zeiten ohne Engagement hinweghelfen. Sehr populär waren auch die „Monday Celebrity Nights“, die die Besitzer des Apollo, die Schiffmans, am Ende der einwöchigen Engagements im Apollo spendierten, mit freiem Essen und Trinken. Hier fanden „Battles“ zwischen den Starsolisten der Swing-Musik und aufstrebenden Nachwuchsmusikern des Bebop statt, z. B. berühmte Trompeter-Duelle zwischen Roy Eldridge und Dizzy Gillespie oder zwischen dem Saxophonisten Don Byas (ebenfalls mit Swing-Hintergrund, er war damals bei Count Basie, spielte im Minton’s aber Bebop) und Stars wie Ben Webster, Lester Young, Chu Berry und Coleman Hawkins.
Ab 1942 nahm auch Charlie Parker an den Jamsessions teil (in seiner Zeit in der Band von Jay McShann 1941 jammte er in Clark Monroe’s Uptown House in Harlem), der mit Gillespie in der Band von Earl Hines spielte. Clarke und Monk versuchten Hill zu überreden, auch Parker fest zu engagieren, und zahlten ihm, nachdem das erfolglos blieb, Gagen aus eigener Tasche. Das Spiel von Gillespie und Parker im Minton’s übte eine Sogwirkung auf Jazzmusiker wie Miles Davis, Dexter Gordon, Art Blakey, Max Roach, Fats Navarro, Bud Powell aus, die hofften, von Gillespie und Parker zum Mitspielen aufgefordert zu werden. Wie Charles Mingus berichtet, pflegte Gillespie aber neue Musiker, die mitspielen wollten, durch Vorspielen im Hinterzimmer gründlich zu testen.
Aufgrund eines Streiks (recording ban) von 1942 bis 1944 treten die Mitschnitte von den Sessions in Minton’s Playhouse, die später als Plattenaufnahmen veröffentlicht wurden, an die Stelle von Studioaufnahmen aus dieser Zeit und bilden zentrale Dokumente für die Geschichte des Jazz. Nach ihrer Zeit bei Minton’s zogen die immer populäreren Bebopper Mitte der 1940er Jahre „downtown“ in die Clubs der 52nd Street (wie Jimmy Ryans, Famous Door, Three Deuces, Spotlite Club, Onyx Club, Hickory House, ab 1949 Birdland).

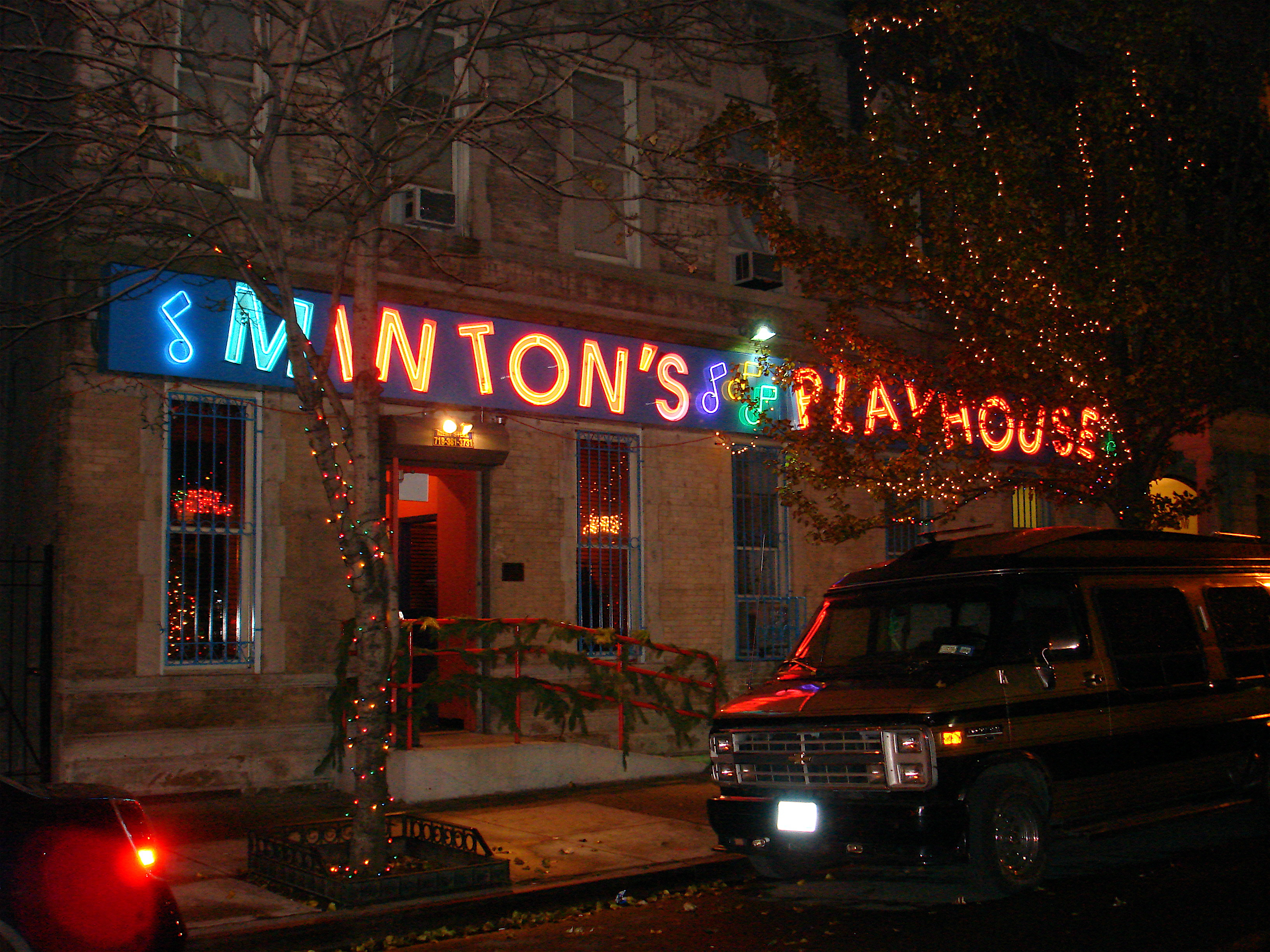
Uptown Lounge at Minton’s Playhouse

In den 1950er Jahren verlor der Club seine Vorreiterrolle und wurde zu einem gewöhnlichen Jazzclub. Ende der 1960er Jahre begann der Niedergang des Clubs, der 1974 endgültig schloss. Am 19. Mai 2006 wurde er wieder eröffnet unter dem Namen Uptown Lounge at Minton’s Playhouse.
Das Gebäude 210. West 118. Straße wurde 1985 in das National Register of Historic Places der Vereinigten Staaten aufgenommen und ist somit offiziell als historische Stätte anerkannt.